# Touba (Gourcy)
Pour les articles homonymes, voir Touba.
Touba est une localité située dans le département de Gourcy de la province du Zondoma dans la région Nord au Burkina Faso.

## Santé et éducation
Le centre de soins le plus proche de Touba est le centre médical avec antenne chirurgicale (CMA) provincial à Gourcy.